# Rhagionidae
Rhagionidae es una pequeña familia de moscas tabanomorfas.

## Descripción
Son de tamaño medio o grande con patas que parecen zancos. Las piezas bucales están adaptadas para perforar y muchas especies son hematófagas, mientras otras son depredadoras. Son castañas o amarillentas y carecen de setas. Las larvas son depredadoras y son generalmente terrestres, aunque también hay algunas especies acuáticas.

## Clasificación

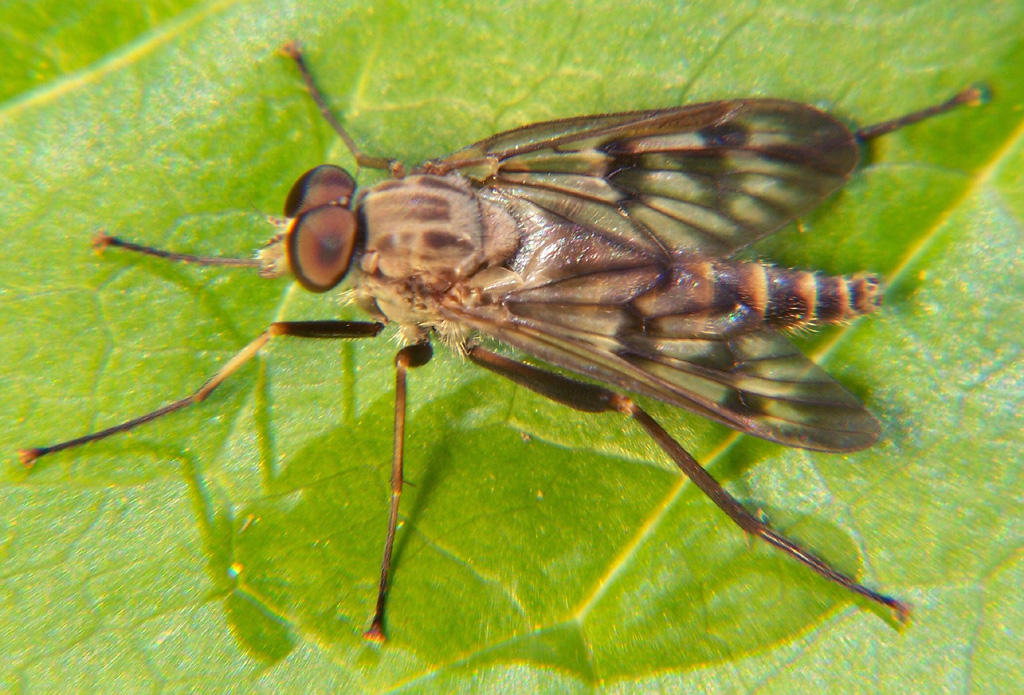
Rhagio mystaceus

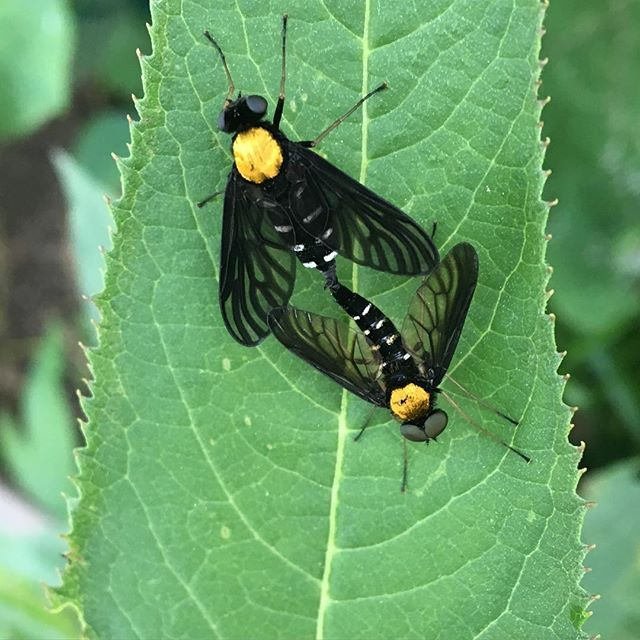
Chrysopilus thoracicus en apareo, la hembra arriba

Es una familia de Brachycera, infraorden Tabanomorpha, algunos de sus grupos han sido elevedos a la categoría de familias. Atherix (y géneros relacionados) ahora están en Athericidae, Vermileo (y géneros relacionados) ahora están en Vermileonidae, y los géneros Austroleptis y Bolbomyia cada uno es miembro de su propia familia (Austroleptidae y Bolbomyiidae). La subfamilia Spaniinae a veces tenía la categoría de familia pero eso no se acepta en las revisiones más recientes.

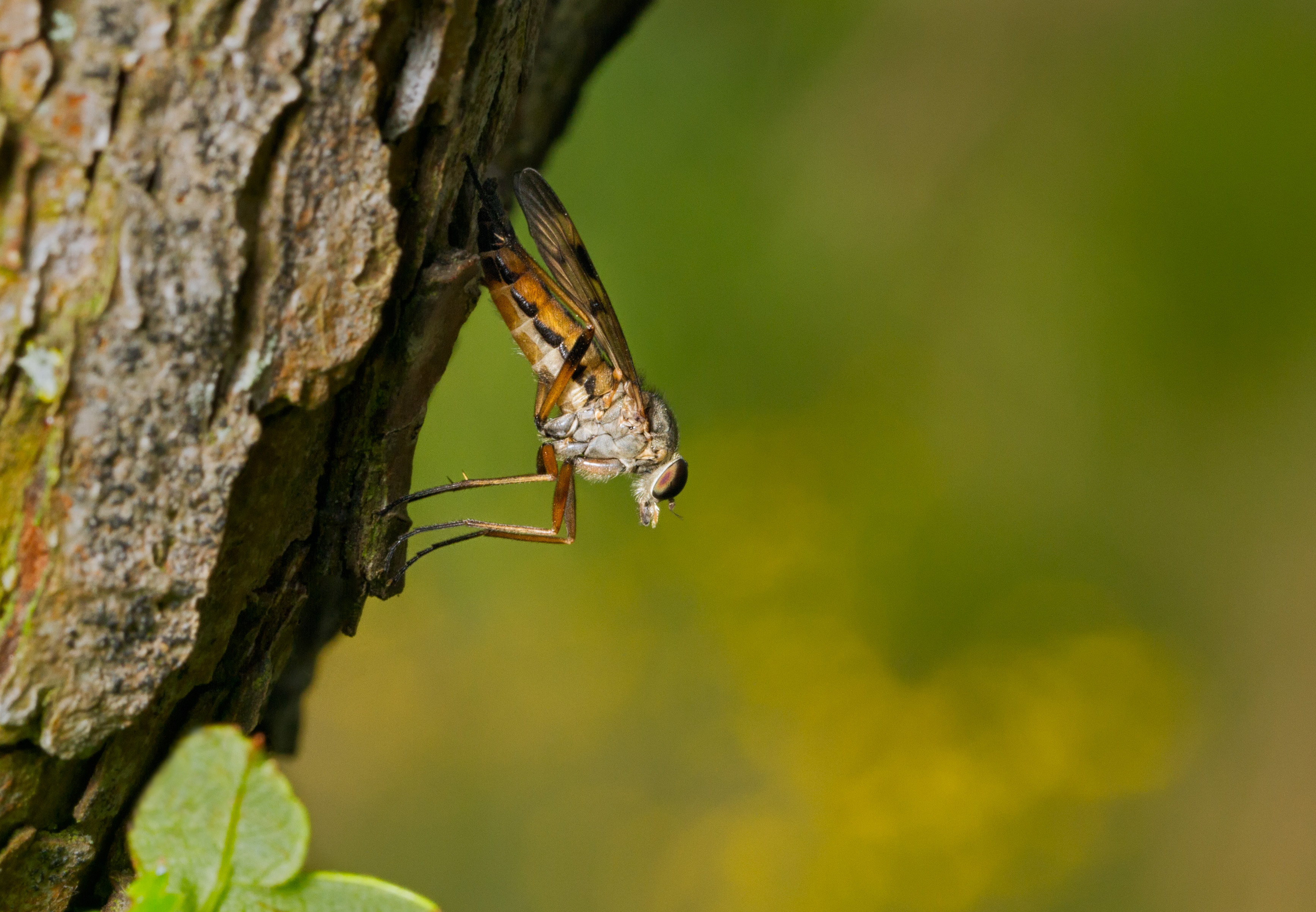
Rhagio scolopaceus

## Lista de géneros
- Alloleptis Nagotomi & Saigusa en Nagatomi, 1982 - Sulawesi
- Arthroceras Williston, 1886 - Neártico, Paleártico
- Arthroteles Bezzi, 1926 - Afrotropical
- Atherimorpha White, 1914 - Australasia, Neotropical, Afrotropical
- Chrysopilus Macquart, 1826 - Neártico, Paleártico, Afrotropic, Neotrópico, Indomalasia
- Desmomyia Brunetti, 1912 -  Paleártico, Oriental
- Litoleptis Chillcott, 1963 -  Neártico, Oriental, Neotrópico
- Omphalophora Becker, 1900 -  Paleártico,  Neártico
- Ptiolina Staeger in Zetterstedt, 1842 - Neárctico, Paleárctico
- Rhagio Fabricius, 1775 -  Neártico, Paleártico
- Schizella Bezzi, 1926 - Filipinas
- Sierramyia Kerr, 2010  - Neártico/Neotrópico
- Spania  Meigen, 1830 - Neártico, Paleártico
- Spaniopsis Senior-White, 1914 - Australasia
- Stylospania Frey, 1954 - Filipinas
- Symphoromyia Frauenfeld, 1867 -  Neártico, Paleártico